# Scott Nicholson (Schriftsteller)
Scott Nicholson (* 24. Juni 1962 in den Vereinigten Staaten) ist ein US-amerikanischer Schriftsteller, der vor allem Horrorromane und Thriller schreibt. Die meisten davon spielen in den ländlichen Gebieten der Appalachen. Sein erster Roman, The Red Church (Die rote Kirche), war Finalist bei den Bram Stoker Awards.

## Biografie
Der Autor und Journalist Scott Nicholson lebt in den Blue Ridge Mountains im US-amerikanischen Bundesstaat North Carolina. Er veröffentlichte mehr als 50 Kurzgeschichten und Romane in sechs Ländern. Außerdem schreibt er Drehbücher und ist stellvertretender Vorsitzender der amerikanischen Horror Writers Association. Er engagiert sich in den Organisationen Mystery Writers of America und International Thriller Writers und gewann 1999 den Grand Prix im Literaturwettbewerb „Writers of the Future“. Es handelt sich dabei um eine eingetragene Marke von Scientology.

## Thank you for the Flowers
Bei der Anthologie Thank you for the Flowers handelt es sich um eine Sammlung von 13 Kurzgeschichten, in denen Nicholson „das Makabre mit Science Fiction und Fantasy-Elementen verbindet, gespickt mit verschiedenen Stilelementen - von beißender Satire bis hin zu sanfter Gefühlsduselei“. In einer Rezension in The Dispatch wird Nicholsons Werk teilweise eine „scheinbare Glorifizierung der Metapher“ zugeschrieben. Die Sammlung enthält unter anderem die preisgekrönte Kurzgeschichte Vampire Shortstop.

## The Farm
The Farm ist der fünfte Thriller aus der Feder von Scott Nicholson. In diesem Roman verarbeitet er Erfahrungen aus seiner Heimat North Carolina. In einem Interview mit der Zeitung „The Times News“ sagte Nicholson, in das Buch seien vor allem seine Faszination für die Religionen der Appalachen sowie für das Wesen der Ziegen eingeflossen:
„In der Geschichte geht es vor allem um die Beziehung zwischen Mutter und Tochter“, sagte Nicholson in dem Artikel. „Die Tochter nimmt Drogen, und dann passieren all diese merkwürdigen Dinge. Ich wollte sie als Außenseiterin darstellen, die in diese kleine Gemeinde in den Bergen kommt. Sie ist rebellisch und lehnt sich gegen alles auf, weil sie anders sein will. Und weil sie so anders ist, denkt sie, dass ihr niemand glauben wird, als diese komischen Sachen mit den Ziegen passieren. ... Anstatt in dieser Situation zusammenzuhalten, um sie gemeinsam zu meistern, bringt sie Mutter und Tochter noch weiter auseinander.“

## The Hunger
In einem Interview in The Times News beschreibt Nicholson das Buch als „Deliverance with vampires“.

## Preise
- 1999 – The Vampire Shortstop Gold bei „Writers of the Future“ L. Ron Hubbard.[5]

## Bibliografie

### Romane
- The Red Church, 2002 (deutsch: Die rote Kirche, 2012)
- The Harvest, 2003
- The Manor, 2004 (deutsch: Die Tunnel der Seele, 2012)
- The Home, 2005
- The Farm, 2006
- They Hunger, 2007
- Disintegration, 2010 (deutsch: Entzweiung, 2012)
- Drummer Boy, Nachfolger von „Die rote Kirche“, 2010
- The Skull Ring, 2010 (deutsch: Der Schädelring, 2011)

### Kurzgeschichten
- Scattered Ashes, 2008 – Sammlung von Kurzgeschichten
- Thank You For the Flowers, 2000 – Sammlung von Kurzgeschichten
- „Heal Thyself“ – erschienen in der Anthologie Aegri Somnia
- „Unnatural Disasters“, 2011-Collection

### Comics
- Dirt, Comic-Serie, 2009